# Iouri Nazarov
Pour les articles homonymes, voir Nazarov.
Vous pouvez aider à l'améliorer ou bien discuter des problèmes sur sa page de discussion.
- Il ne cite pas suffisamment ses sources. Vous pouvez indiquer les passages à sourcer avec {{référence nécessaire}} ou {{Référence souhaitée}}, et inclure les références utiles en les liant aux notes de bas de page. (Marqué depuis mars 2024)
- Certaines informations devraient être mieux reliées aux sources mentionnées dans la bibliographie ou les liens externes. Améliorez sa vérifiabilité en les associant par des références. (Marqué depuis mars 2024)

- Archive Wikiwix
- Bing
- Cairn
- DuckDuckGo
- E. Universalis
- Gallica
- Google
- G. Books
- G. News
- G. Scholar
- Persée
- Qwant
- (zh) Baidu
- (ru) Yandex
- (wd) trouver des œuvres sur Wikidata

Iouri Vladimirovich Nazarov (en russe : Ю́рий Влади́мирович Наза́ров), né le 5 mai 1937 à Novossibirsk, est un acteur soviétique et russe.

## Biographie
Iouri Nazarov passe son enfance à Novossibirsk où il est scolarisé à l'école no 73. Il entame ensuite les études à l'École d'art dramatique Boris Chtchoukine à Moscou, mais abandonne et pendant deux ans exerce divers métiers industriels et agricoles avant de reprendre les études à l'École supérieure d'art dramatique Mikhaïl Chtchepkine. Diplômé en 1960, il intègre la troupe du théâtre du Lenkom. En 1963, il devient acteur du Théâtre national d'acteur de cinéma.
Il commence par faire de la figuration au cinéma dès 1957. Par la suite, il incarne principalement les rôles de second plan. Le titre honorifique d'artiste émérite de la RSFSR lui est attribué en 1984. Sa carrière compte plus de deux cents apparitions au cinéma et à la télévision.
En 2005, Nazarov est reçu Artiste du Peuple de Russie.

## Filmographie sélective
Cinéma
- 1966 : Andreï Roublev d'Andreï Tarkovski : le Grand Prince / son frère
- 1968 : Six juillet (Шестое июля) de Youli Karassik : adjoint de Félix Dzerjinski
- 1969 : La Tente rouge de Mikhail Kalatozov : Anatoli Alekseïev
- 1971 : Libération, 5e et dernier épisode : Le Dernier Assaut, de Iouri Ozerov (film sur la bataille de Berlin en 1945)
- 1972 : La Neige chaude, de Gabriel Yegiazarov : le sergent Oukhanov
- 1973 : La Terre de Sannikov d'Albert Mkrtchian
- 1975 : Le Miroir (en russe : Zerkalo) d'Andreï Tarkovski : l'instructeur militaire : Goubine
- 1978 : Enquête préliminaire (ru) (Предварительное расследование) d'Andreï Razoumovski : Ivan Tchoubatov
- 1978 : Virage (Поворот, Povorot) de Vadim Abdrachitov :  Viktor Korolev
- 1983 : Les Demidov de Yaropolk Lapchine (ru) : Strenberg
- 1985 : Coordonnées de mort de Samvel Gasparov et de Suan Tian Nguyen : le capitaine Choukhov
- 1988 : Petite Vera (en russe : Ма́ленькая Ве́ра, Malenkaya Vera), de Vassili Pitchoul
- 2007 : Les Baisers des anges déchus (en russe : Поцелуи падших ангелов) d'Alexandre Aravine : Oleg Adamovitch

Télévision
- 1966 : Adjudant de son Excellence (Адъютант его превосходительства) d'Evgueni Tachkov : Emelianov,